# A șaptea elegie
„A șaptea elegie”, subîntitulată Opțiunea la real, este a șaptea poezie-elegie de Nichita Stănescu din volumul 11 elegii, apărut în 1966.

## Comentarii
| “ | Poemul trădează o concepție filosofică de tip budist, potrivit căreia omul, individual, înțelege în mod profund apartenența la Marea Creație și se identifică cu destinul regnurilor „până la sânge”, într-un perpetuu efort empatic. Este ultima poezie din ciclul dedicat autocunoașterii. Mesajul ar putea fi acesta: cel ce se va smeri se va înălța; cel ce va iubi va învinge orice obstacol, chiar și gravitația. A trăi în numele frunzelor, în numele pietrelor, al cailor, al păsărilor nu înseamnă a te transforma în frunză, măr, cal sau pasăre, deci a involua. Înseamnă, mai degrabă, a le copleși cu iubire, a le înțelege metamorfozele, a te armoniza cu ele - căci ele, de la sine, se armonizează cu legile naturii și ale Universului. Înseamnă apoi dorința de a le egala performanțele uluitoare: să te lași pierit de toamnă și renăscut în fiecare primăvară, o dată cu explozia de clorofilă și culoare; să fii sâmbure de măr, vlăstar și apoi fruct, să-i saturi pe cei flămânzi, să dăruiești, adică; să sari peste copaci retezați ori să plutești peste întinderi de ape și uscat, precum păsările - să învingi cu propriile forțe gravitația și să te desprinzi de pe pământ. Pentru totdeauna, într-o bună zi. | ” |

afirmă scriitorul și eseistul Dorin Ștef într-una din lucrările sale dedicate celor 11 elegii ale poetului Nichita Stănescu.